# Charybdis japonica
Espèce
Le Charybdis japonica est un crabe invasif de la famille des Portunidae.

## Distribution
Cette espèce est originaire du Japon, de Chine et de Malaisie. Elle été ponctuellement observée en Australie et en Nouvelle-Zélande.

## Référence
- Milne-Edwards, 1861 : Études zoologiques sur les Crustacés récents de la famille des Portuniens. Archives du Muséum national d'Histoire naturelle de Paris, vol. 10, p. 309–421.

## Liens externes

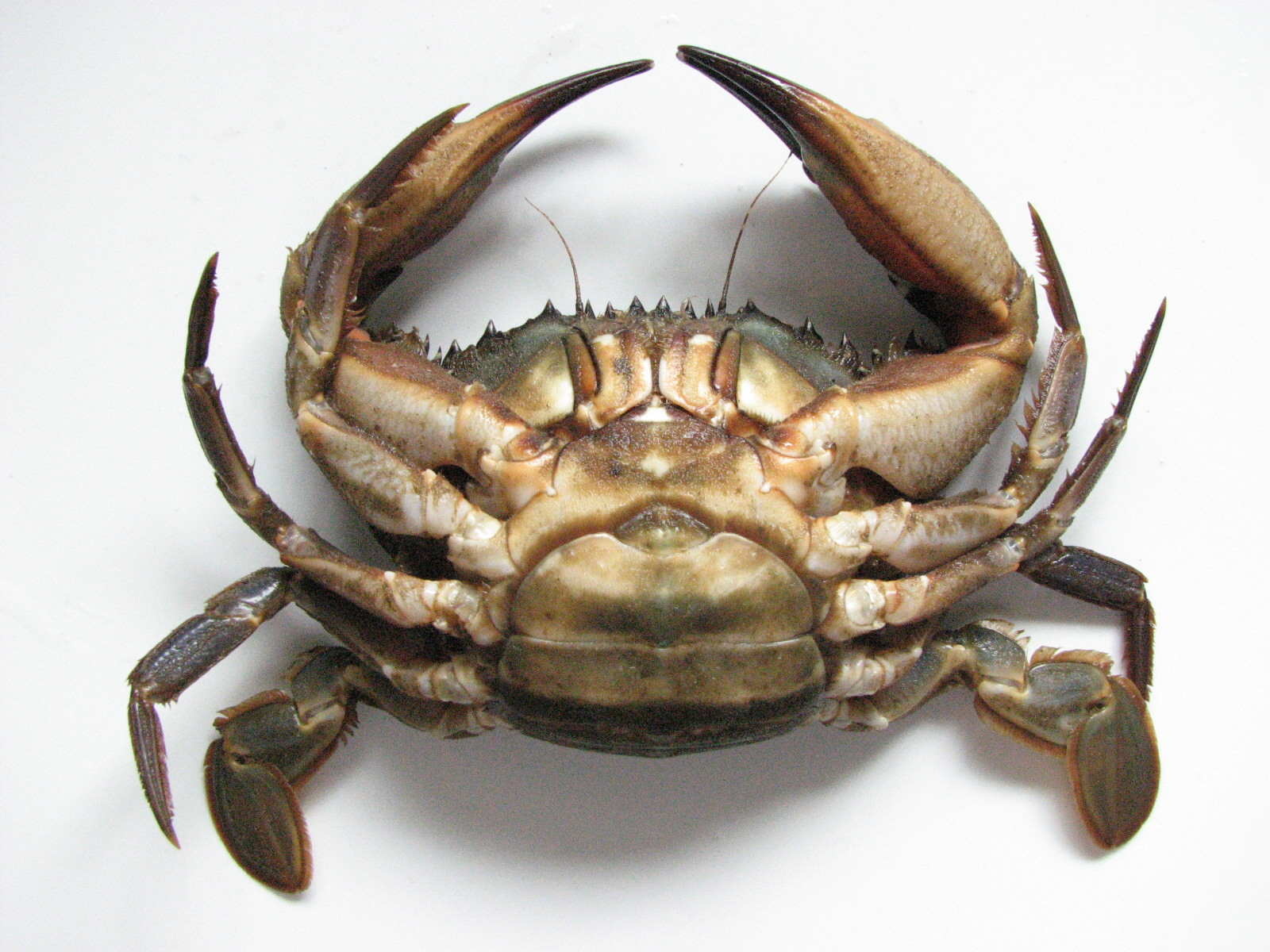
Charybdis japonica